# Varma obliqua
Varma obliqua är en insektsart som beskrevs av William Lucas Distant 1909. Varma obliqua ingår i släktet Varma och familjen Tropiduchidae. Inga underarter finns listade i Catalogue of Life.